# 사토우라촌
사토우라촌(里浦村)은 도쿠시마현 이타노군에 있던 정이다. 

## 역사
- 1889년 10월 1일 - 정촌제 시행에 의해 이타노군 사토우라촌이 성립하였다.
- 1928년 10월 1일 - 정으로 승격해 세토정이 되었다.
- 1947년 3월 15일 - 나루토정, 무야정, 세토정과 합병, 시로 승격해 나루토시가 되어 소멸하였다.

## 참고문헌
- 『角川日本地名大辞典 36 徳島県』（1986年 ISBN 4040013603）